# Desiderio oscuro
Desiderio oscuro è un film per la televisione del 2012 diretto da Armand Mastroianni.

## Trama
Caren, intraprende una relazione con Shane, compagno di stanza del figlio scomparso in un tragico incidente. Quello che la donna ignora è che il ragazzo ha un segreto legato alla morte di suo figlio.